# Leo Linssen

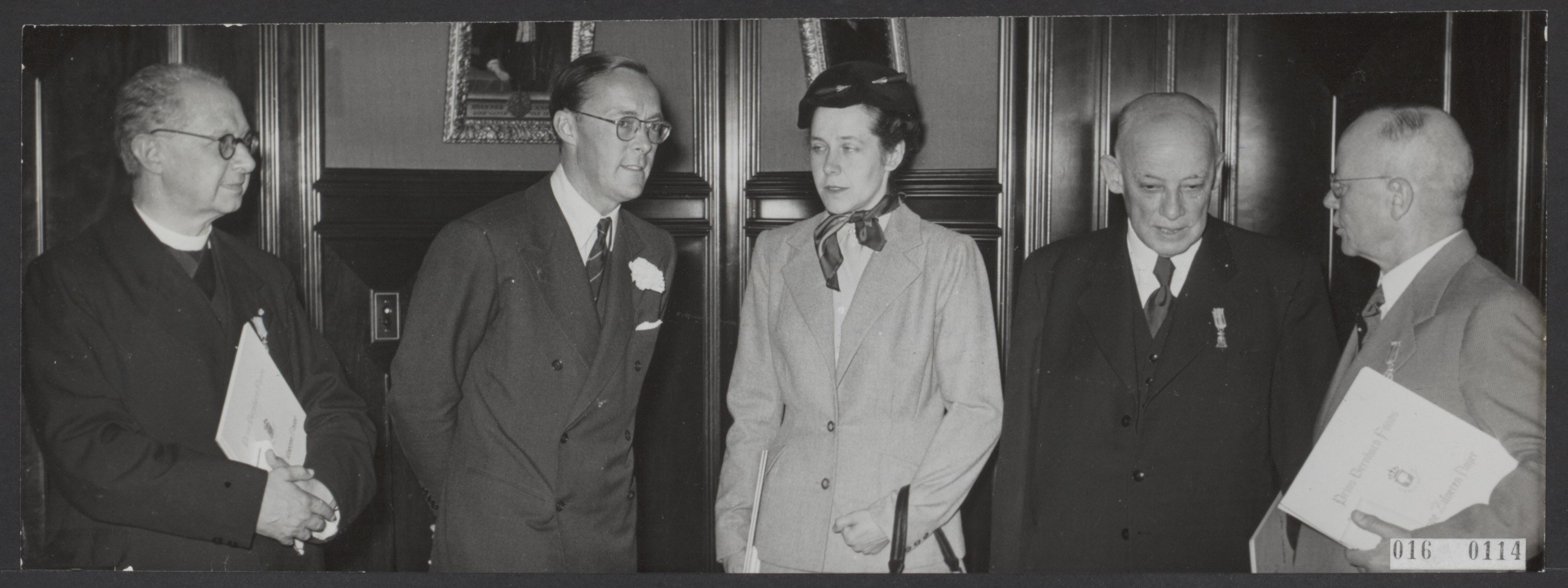
Uiterst links Leo Linssen (1953)

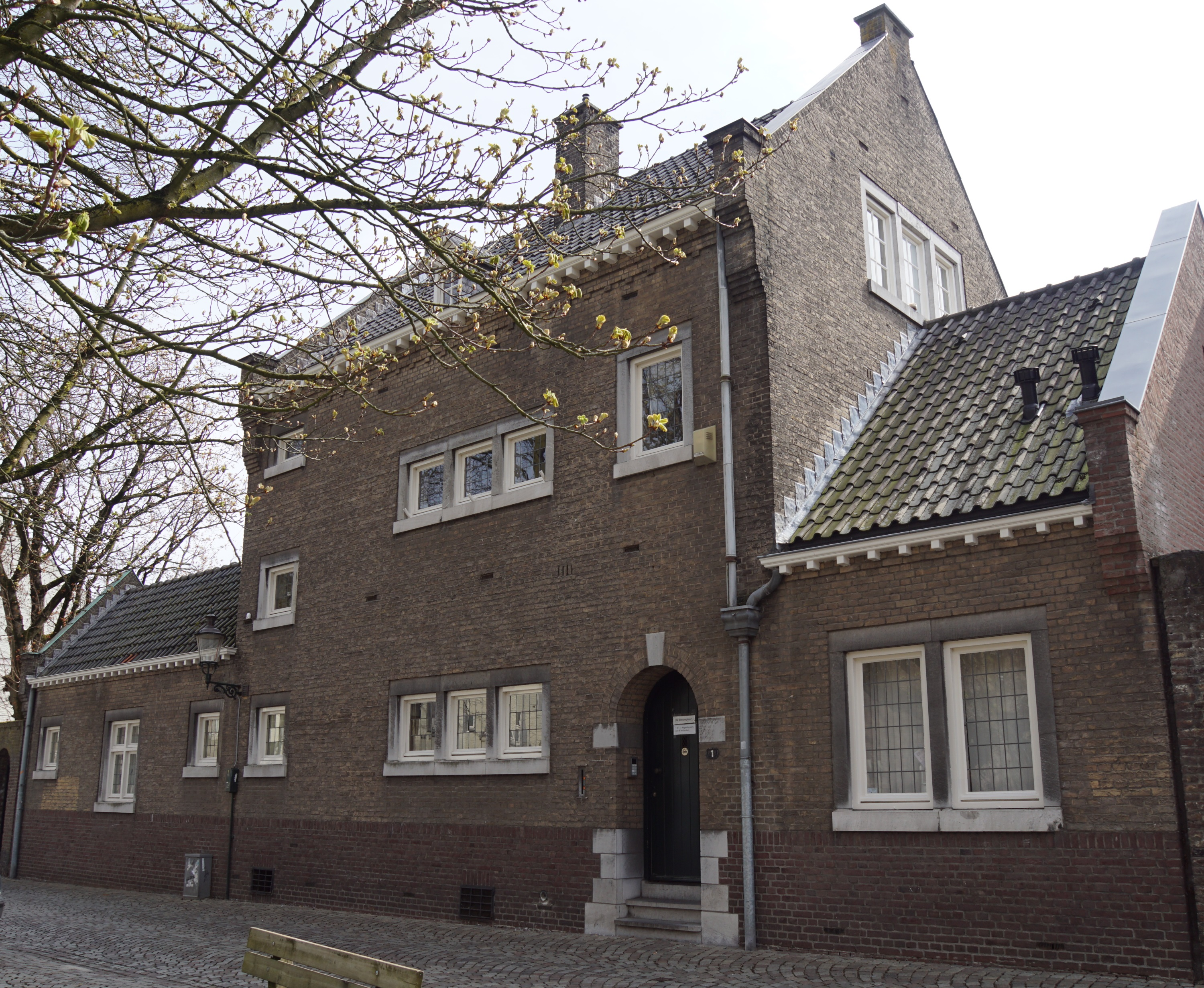
De Bosquetplein 1 (2019)

Leo Willem Linssen (Grubbenvorst, 2 januari 1888 - Maastricht, 17 februari 1975) was een Nederlands geestelijke met een voorliefde voor kunst. Hij had de bijnaam "Groot-aalmoezenier der cultuur in Limburg".

## Leven
Hij was zoon van Maria Agnes van den Hombergh en 'leraar/schoolhoofd Hendrik Linssen. Hijzelf bleef ongehuwd.
Linssen werd in 1913 tot priester gewijd. In datzelfde jaar verbond hij zich als leraar aan het College Rolduc, waar hij in 1928 Tuchtprefect werd. In de periode wist hij kunstenaars over te halen om naar Rolduc te komen. Hij keerde in 1935 terug naar de geestelijke wereld; hij werd pastoor in Heugem; een jaar later van de Sint-Lambertuskerk in Maastricht. Tijdens het vervullen van die roepingen, zette hij zich verder in voor de kunsten. In 1946 keerde hij weer terug naar het onderwijs, was een jaar directeur van de Rooms Katholieke Hogereburgerschool (HBS), daarna rector van het Henric van Veldekecollege. Mede onder zijn initiatief kwam in 1948 via de Sint Bernulphusstichting de Jan van Eyck Academie van de grond; hij werd er meteen voorzitter van. Op het culturele vlak richtte hij ook de Culturele Raad Limburg op en zat ook in de bisschoppelijke bouwcommissie. 
Volgens het Limburgsch Dagblad onderhield hij banden met architect Alphons Boosten (ook uit de Sint Bernulphusstichting) en kunstschilders als Henri Jonas, Matthieu Wiegman en Hendrik Wiegersma. Hij bouwde zelf ook een aardige kunstverzameling op in zijn huis De Bosquetplein, waarbij hij de 20e-eeuwse kunstenaars ruim baan gaf. Andere hobby’s waren jagen en autorijden in een periode dat dat nog niet gangbaar was.   
Hij kreeg een afscheidsdienst in de Sint-Servaasbasiliek in Maastricht, alwaar hij nog in 1973 zijn diamanten priesterjubileum vierde. Hij werd als erekanunnik van Bisdom Roermond van daaruit begraven op de Algemene Begraafplaats Tongerseweg.

## Eerbetonen
Wim van Hoorn maakte als eerbetoon (zilveren priesterjubileum) in 1938  het Heilig Hartbeeld in Heugem. Stad Maastricht eerde hem met het teken van de Hospiti en de zilveren legpenning van zowel Maastricht (1958) als de provincie Limburg (1968) In 1953 kreeg hij de Zilveren Anjer opgespeld.  Hij was benoemd tot officier in de Orde van Oranje-Nassau en ridder van het Illustere Gilde der Scone Levensconste.